# Ehrenfriedhof Eversberg
| Friedhof                                                        | Friedhof            |
| --------------------------------------------------------------- | ------------------- |
| Deutsche Kriegsgräberstätte Eversberg (Ehrenfriedhof Eversberg) |                     |
| Land:                                                           | Deutschland         |
| Region:                                                         | Sauerland           |
| Ort:                                                            | Meschede, Eversberg |
| Einweihung:                                                     | 9. Juli 1961        |

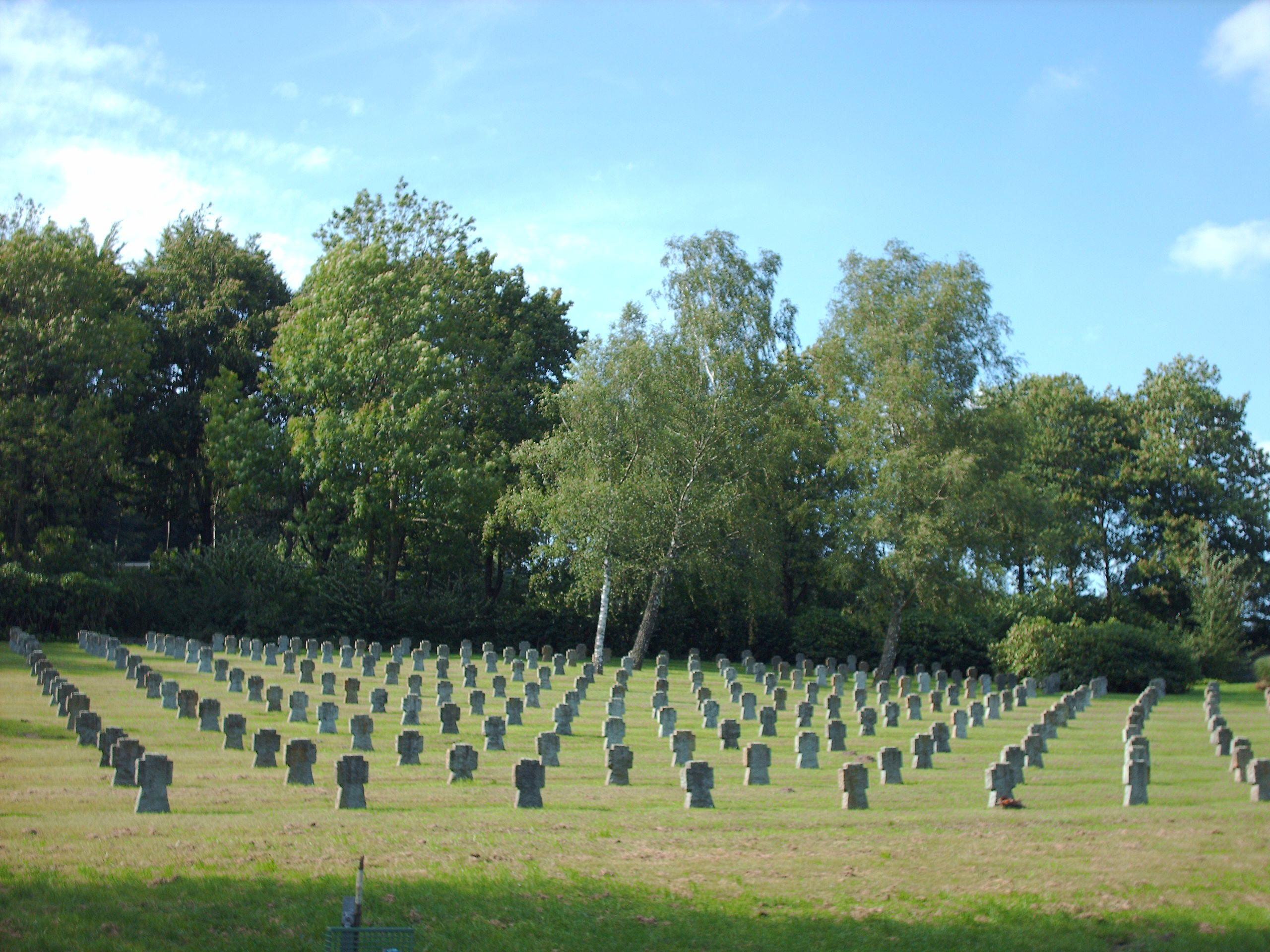
Grabfeld Kriegsgräberstätte Eversberg

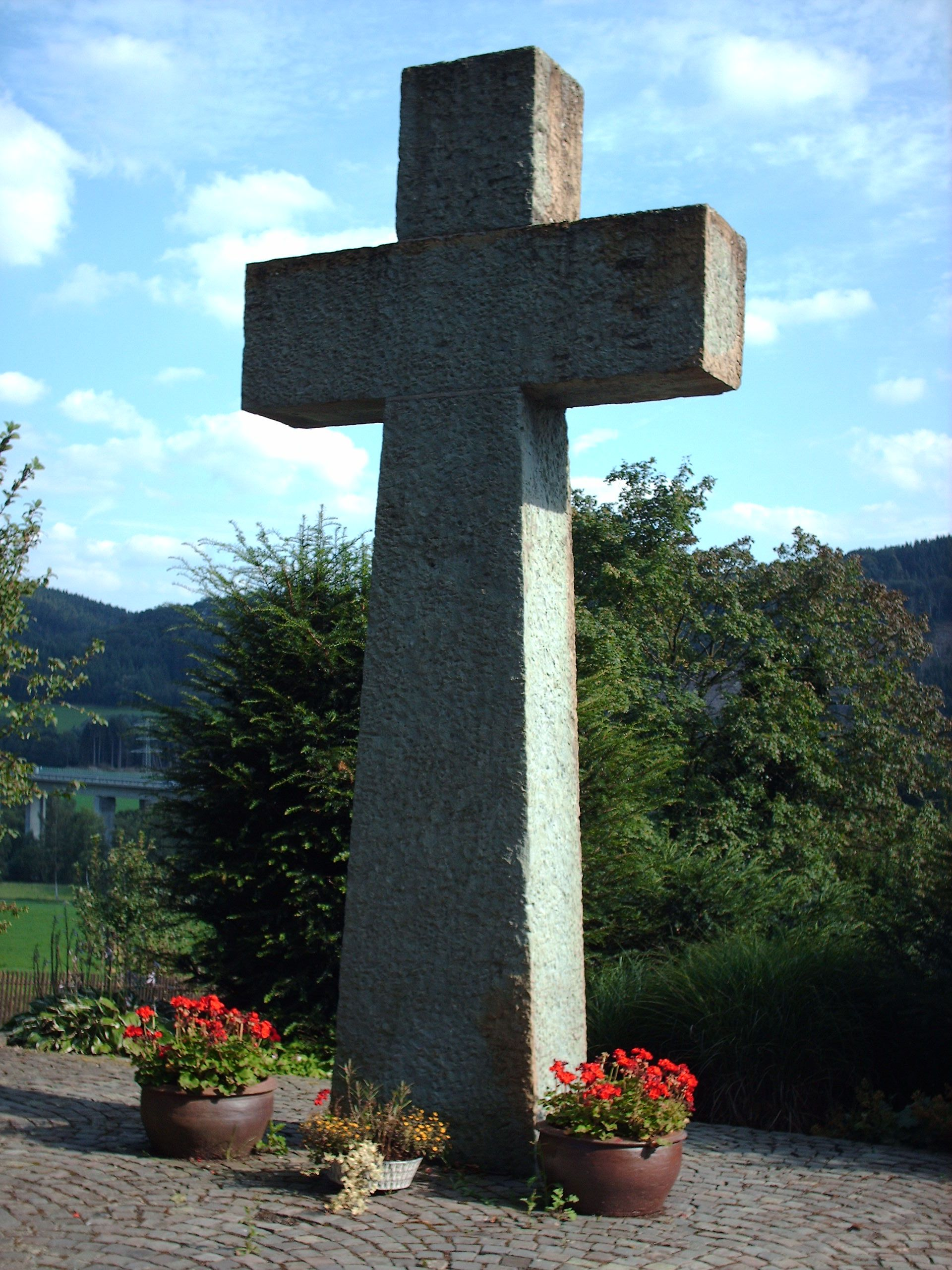
Kreuz Kriegsgräberstätte Eversberg

Der Ehrenfriedhof Eversberg, auch Kriegsgräberstätte Eversberg, ist ein Soldatenfriedhof an der B 55 in der Nähe des Mescheder Stadtteils Eversberg zwischen Meschede und Warstein. Insgesamt liegen hier 928 Gefallene aus dem Zweiten Weltkrieg begraben. 

## Kampfhandlungen
Die meisten Soldaten sind im März/April 1945 während der Ruhrkessel-Schlacht unter Führung Walter Models im östlichen Teil des Ruhrkessels umgekommen und wurden weit verstreut im Sauerland – teilweise auf kommunalen und kirchlichen Friedhöfen, aber auch in Gärten, Feldern, Feldwegen, Gräben – begraben. 

## Friedhofsarchitektur

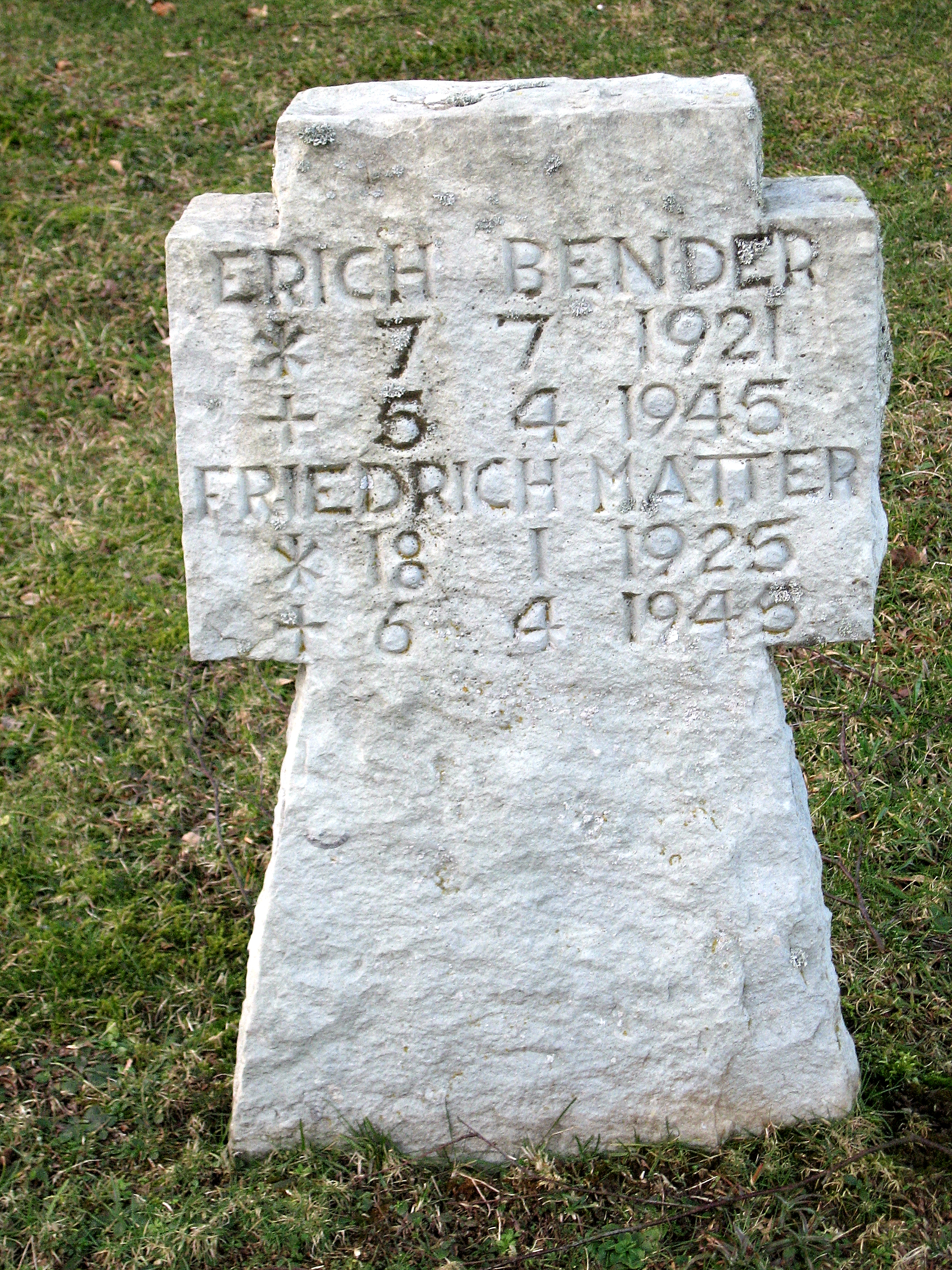
Grabstein Kriegsgräberstätte Eversberg

Pläne, die Gräber etwa nach Bödefeld, Winkhausen oder auf den Klausenberg umzubetten, wurden aufgrund der nicht geeigneten Bodenqualitäten aufgegeben. Mit einer Investitionssumme von 240.000 DM begann man 1958 die Bauarbeiten auf dem Gelände in Eversberg. Nach Plänen der Sauerländer Künstlerin Anneliese Schmidt-Elk wurde eine Kapelle mit dem Namen Trauer und Tröstung aus Rüthener Sandstein errichtet. Die Grabkreuze sind aus Anröchter Dolomit. Einem Kreuz sind je zwei Gefallene zugeordnet. Der Friedhof wurde am 9. Juli 1961 eingeweiht. Die Stadt Meschede betreut die Kriegsgräberstätte.

## Die Toten
Die Gefallenen wurden aus dem damaligen Landkreis Meschede (709 Personen), aus dem Landkreis Arnsberg (115 Personen), aus dem Landkreis Brilon (73 Personen), aus dem Landkreis Altena (15 Personen) und aus dem Kreis Lippstadt (vier Personen) umgebettet. Ferner sind hier Opfer der Bombardierung und Zwangsarbeiter aus der Zeit des Nationalsozialismus beigesetzt.

„Die auf dem Friedhof ruhenden Kriegstoten stammen aus allen Teilen Deutschlands; von Ostpreußen bis zum Rheinland, von Schleswig-Holstein bis Bayern und Österreich.“

## Mahnung für den Frieden
Die Gräber erinnern an die vielen Einzelschicksale und sind eine Mahnung für den Frieden. Schüler der Städtischen Realschule Meschede behandelten 2012 das Thema Kriegszeit, sprachen mit Zeitzeugen und nahmen an der Gedenkfeier zur Umbettung von neun Toten aus dem Zweiten Weltkrieg in die Kriegsgräberstätte Eversberg teil.